# Alda Borelli
Alda Borelli (4 de noviembre de 1879-25 de mayo de 1964) fue una actriz de nacionalidad italiana activa en la época del cine mudo, aunque principalmente conocida por su actividad teatral.

## Biografía
Nacida en Cava de' Tirreni, Italia, en el seno de una familia de artistas, su hermana era la también actriz Lyda Borelli. Su padre, Napoleone, abogado, pertenecía a una antigua familia de Reggio Emilia. Voluntario garibaldino, había abandonado su profesión para dedicarse al teatro. Su madre, Cesira Banti, también actriz teatral, era la hija del mayor Banti, muerto en Bolonia el 8 de agosto de 1848 en el parque de la Montagnola, escenario de movimientos independentistas. 
En 1898, tras haber estudiado en la Escuela Normal de Bolonia, entró como segunda actriz en la formación de Pia Marti Maggi iniciándose sobre la escena.
Intérprete del género de la comedia burguesa, pero preparada para intentar el teatro de vanguardia de la época (Eugene Gladstone O'Neill y Pier Maria Rosso di San Secondo, entre otros), se casó con el actor Alfredo De Sanctis. Entre otros intérpretes, actuó junto a Lucio Ridenti, Enzo Biliotti, Tullio Carminati, Cesare Polacco, Ruggero Ruggeri, Carlo Tamberlani y Virgilio Talli, y en su repertorio figuran dramas de los principales autores del momento, sobre todo de Giuseppe Giacosa, Gabriele D'Annunzio y Luigi Pirandello. De estos dos últimos fue intérprete en particular de Il ferro y Parisina (D’Annunzio), y de La vita che ti diedi y Vestire gli ignudi (Pirandello).
Su interpretación cargada de carisma en Parisina (Teatro Argentina de Roma, 16 de diciembre de 1921), junto a Ruggero Ruggeri y bajo la dirección de Virgilio Talli, fue muy bien recibida tanto por la crítica como por el público. Esta buena acogida se repitió en el Teatro Lírico de Milán y en la gira que se llevó a efecto en febrero del siguiente año. 
Borelli, que había debutado a los dieciséis años en la compañía de Pia Marchi Maggi, posteriormente dirigió una conocida compañía que sirvió de vivero para numerosos grandes actores, como por ejemplo Gino Cervi y Vittorio Gassman, debutando este último en 1942 en Milán con La nemica junto a Borelli.
Borelli se retiró de la escena en 1929, con menos de cincuenta años de edad, para volver en 1942 actuando en el debut de la carrera de Vittorio Gassman. Nuevamente retirada, en esta ocasión durante diez años, hizo un nuevo retorno para actuar en La vergine folle de Henry Bataille, L'ombra de Niccodemi, I mostri sacri de Jean Cocteau, y Tras la puerta cerrada de Marco Praga.
Alda Borelli falleció en 1964 en Milán, Italia, a causa de un ataque al corazón. 

## Filmografía
- L'eredità di Gabriella (1913)
- Rinunzia (1914)
- Vertici ed abissi (1916)
- Il destino (1916)
- L'enfant de l'amour (1916)
- Tormento gentile (1916)